# Erster Deportationszug von München
Am 20. November 1941 fuhr der Erste Deportationszug mit 999 verfolgten Juden von München ab. Er kam am 24. oder 25. November 1941 in Kaunas/Kowno beim deutschen Ghetto und Konzentrationslager Kauen im von Deutschland besetzten Litauen an. Dort wurden sofort alle diese bis dahin in München lebenden Menschen gemeinsam mit weiteren 1935 Gefangenen aus Berlin und Frankfurt am Main in einer ehemaligen Festung (Fort IX) ermordet.

## Beschreibung
Der so genannte Jäger-Bericht des Kommandeurs der Sicherheitspolizei und des SD in Kaunas, des Führers des Einsatzkommandos (EK) 3, SS-Standartenführer Karl Jäger, führt unter dem 25. November 1941 auf:
1159 Juden, 1600 Jüdinn und 175 J.-Kind. [Summe] 2934 (Umsiedler aus Berlin, München u. Frankfurt a. M.)
Diese Deportierten gehörten zu den ersten Juden aus Deutschland, die sofort am Ankunftsort ermordet wurden. Andere wurden zunächst unter widrigen Lebensumständen in Ghettos und Lagern untergebracht, bevor sie ermordet wurden. So endete ein zweiter Zug am 3./4. April 1942 mit 989 Personen (davon 343 aus München) am Zielort Piaski. Erstmals im Mai 1942, zunehmend dann ab Mitte Juni 1942 wurden die Juden aus Deutschland auch direkt oder über Theresienstadt in die Vernichtungslager verschleppt. Die Nationalsozialisten verschleppten bis ins Frühjahr 1945 mit 42 Transporten fast alle übrigen jüdischen Bürger Münchens.
Im Münchner Melderegister lautete bei den deportierten Personen der behördliche Vermerk jeweils „nach unbekannt abgewandert“.

## Gedenken
Das Biographische Gedenkbuch der Münchner Juden 1933–1945 nennt bei der Suche nach dem Stichwort Kaunas 978 Namen.
Seit November 2000 gibt es in Kowno (Kaunas) dazu eine offizielle Inschrift durch die Stadt München (Entwurf: Beate Passow):
In Trauer und Scham – und entsetzt über das
Schweigen der Mitwissenden – gedenkt
die Landeshauptstadt München der 1000 jüdischen
Männer und Frauen, die am 20. November 1941
von München nach Kowno deportiert und
fünf Tage später an diesem Ort
brutal ermordet wurden.
Ein Gegenstück dazu befindet sich mit etwas variiertem Inhalt, einer Zeile über die Kinder, am Marienplatz:
In Trauer und Scham -
und entsetzt über das Schweigen der Mitwissenden -
gedenkt die Landeshauptstadt München der
1000 jüdischen Männer und Frauen, die am
20. November 1941 von München nach Kowno deportiert und
fünf Tage später an diesem Ort brutal ermordet wurden.
Darunter waren auch 94 Kinder.
2000 im Rathaus, 2009 im Jüdischen Museum und 2016 wieder im Alten Rathaus wurde vom Stadtarchiv unter dem Titel ... verzogen, unbekannt wohin eine Ausstellung mit Fotodokumenten der Judenverfolgung in der Stadt gezeigt. In ihrem Zentrum stehen 14 Fotografien, die Szenen des Lageralltags und der Deportation zeigen. Solche Aufnahmen sind rar, und ihr Ursprung ist im Münchner Fall sehr sonderbar. Es handelte sich um ein Manuskript über die Geschichte Münchner Juden, die der städtische Rechtsrat Michael Meister 1944 verfasst hatte. Der Jurist beschrieb am Ende seines mit antisemitischen Floskeln gespickten Pamphlets in sachlichem Ton die Ausgrenzung der Münchner Juden – und illustrierte seine Ausführungen mit Bildern, die ihm offenbar die NS-Ämter lieferten. Das Manuskript Meisters galt dem Historiker Andreas Heusler als die bestürzendste Bildserie der Münchner Geschichte. Die abgebildeten Menschen lassen dabei kaum äußere Zeichen von Furcht erkennen: Inmitten ihrer Matratzen, Koffer und Gepäckbündel wirken sie apathisch, deplaziert [sic], aus dem Leben gerissen. Ihre tadellose Kleidung wirkt im Barackenlager oder auf den Lastwagen geradezu absurd elegant.
Der Stadtrat entscheidet 2004 und 2015 über Formen des Gedenkens an die NS-Opfer mit einem noch zu errichtenden Zentralen Denkmal und einzelnen Tafeln am letzten bekannten Wohnort der Opfer, wenn Angehörige das wünschen. Deshalb können in München die in der Form bekannten Stolpersteine als Miniatur-Denkmal an einzelne Opfer der NS-Verfolgung aus Messing nur auf privatem Grund gesetzt werden. Dies ist in zahlreichen Fällen auch geschehen.
20 KOFFER, weiß ... nach unbekannt abgewandert - war eine Kunstinstallation zur Erinnerung an deportierte und ermordete jüdische Nachbarn in Sendling von Wolfram Kastner in Zusammenarbeit mit der Initiative Historische Lernorte Sendling 1933–45. Koffer aufgestellt vor Judenhäusern in Sendling – Zeitraum: 3. Juni bis einschl. 21. November 2008. Im Gedenken an die erste große Deportation von 1000 Münchner Juden in der Nacht wurde die Koffer-Installation beendet.
Bei einer Gedenkveranstaltung 2019 wird eine weitere Münchner Gedenkstele für das Münchner Opfer dieses Verbrechens, Dr. Michael Strich, der Öffentlichkeit übergeben.